# 恩格尔贝特·恩德拉斯
恩格尔贝特·恩德拉斯（德語：Engelbert Endrass，1911年3月2日—1941年12月21日）是第二次世界大战期间纳粹德国海军的一位潜艇艇长。他曾指挥U-46和U-567号潜艇，在十二次巡逻中共击沉22艘同盟国或中立国，累积总吨位为118,528吨，于二战U艇王牌艇长中名列第23位。恩德拉斯是纳粹橡叶骑士铁十字勋章获得者，这在当时是德国最高等级的军事勋章。

## 军旅生涯
恩德拉斯的军旅生涯始于1935年4月，曾相继在弗伦斯堡-米尔维克、威廉港和基尔参加了培训课程。与京特·普里恩、威廉·舒尔茨和约斯特·梅茨勒等人一样，恩德拉斯先是在商船队服役了数年。他最终于1934年加入国家海军，作为一名已经训练有素的航海官，他被编入同年度的士官班，无需参加航海训练的重要部分。得益于德国重整军备，国家海军暨后来的战争海军为商船军官提供了加速晋升的机会。在U-29号潜艇和德国号装甲舰上服役了几个月后，恩德拉斯于1937年10月向潜艇部队报到。次年12月12日，他以海军少尉军衔成为U-47号潜艇的第一值更官。
1939年10月，当京特·普里恩率U-47号突破斯卡帕湾的防御并击沉英国战列舰皇家橡树号时，恩德拉斯正是潜艇上的第一值更官。为此，U-47号的全体官兵都被授予二级铁十字勋章，普里恩则获颁骑士铁十字勋章。从斯卡帕湾返回时，恩德拉斯受到了第二值更官阿梅隆·冯·瓦伦多夫将英国军港描述为斗牛场的言论启发，设计了该艇的徽章：“喷鼻息的公牛”，并在他后续服役的所有艇只上都画了这个徽章。恩德拉斯一直留在U-47号艇上直到1939年12月。在此期间，他晋升为海军中尉，并获得了一级铁十字勋章。完成额外培训后，恩德拉斯于1940年5月接替战绩相对平庸的赫伯特·佐勒，担任姊妹艇U-46号艇长。
恩德拉斯立即取得了成功，在他作为艇长的第一次巡逻中便击沉5艘舰船，总计35,347吨，其中包括重达20,277吨的英国武装商船巡洋舰卡林西亚号。在第二次巡逻中，恩德拉斯再击沉5艘舰船，总计29,883吨，其中包括另一艘英国辅助巡洋舰邓韦根城堡号。该船载有23,225个钢桶、2,700个木桶和440吨木材。恩德拉斯被迫使用了三枚鱼雷，因为在这一时期，英国船舶上搭载的桶是为了提供额外的压舱物。这使得击沉它们更加困难，在弹药支出上也更为昂贵。邓韦根城堡号的损失促使西部航道总司令马丁·邓巴-纳史密斯下令所有开往利物浦的船只都必须保持护航，直到通过琴泰岬。回到圣纳泽尔基地后，恩德拉斯便因其显赫的战功被授予骑士铁十字勋章。其后，他又率U-46号执行了六次巡逻，期间相继获颁橡叶骑士铁十字勋章和U艇战斗章，并于1941年7月2日晋升为海军上尉。
1941年9月，恩德拉斯离开即将沦为训练艇的U-46号，并于一个月后接管U-567号。同年12月21日，在他的第二次巡逻中，U-567号在亚速尔群岛东北部海域袭击了盟军的HG-76号护航船队，然后遭到由弗雷德里克·约翰·沃克领导的反潜集群追击。沃克开发了一种新战术（“蠕动攻击”）来防御德国U艇，并在几个月前才获得在英国海军布置该战术的批准。英舰是在搜寻造成大胆号航空母舰失事的潜艇时，意外发现了U-567号。单桅战船德普特福德号和护卫舰海蓬子号随即用深水炸弹将其击沉，艇内包括恩德拉斯在内的47名官兵无一生还。事实上，恩德拉斯在当时的U艇指挥官中已被视为精神紧张，不再适合行动。在他们看来，卡尔·邓尼茨是出于对亮丽击沉数字的追求，才会继续不负责任地派遣他。两年来几乎毫无间断的高强度工作早已让恩德拉斯的精神崩溃了。

## 大众文化
在洛塔尔-京特·布赫海姆所著小说《从海底出击》中，曾两次提及恩德拉斯。一方面，他被异名化为“巴特尔”（恩德拉斯的昵称是“贝特尔”），他的死对其好友“卡尔曼”（埃里希·托普）影响很深。另一方面，作为布赫海姆小说中为数不多的非异化人物之一，他的命运是这样描述的：“恩德拉斯从此无法再出海”。

## 嘉奖
- 四级国防军长期服役勋章（1939年4月5日）[13]
- 西班牙十字章[14]
- 铁十字勋章
  - 二级铁十字勋章（1939年9月25日）[15]
  - 一级铁十字勋章（1939年10月17日）[15]
- U艇战斗章（1939年12月19日；1941年7月18日佩钻石）[14]
- 意大利佩剑战争十字勋章（英语：War Cross of Military Valor）（1941年11月1日）[14]
- 骑士铁十字勋章
  - 骑士铁十字勋章（1940年9月5日）[16][17]
  - 橡叶骑士铁十字勋章（1941年12月31日）[16][18]